# Dũng Mã
Dũng Mã (1923 – 26 tháng 6 năm 2002), là một sĩ quan cấp cao trong Quân đội nhân dân Việt Nam, hàm Thiếu tướng, nguyên Cục trưởng Cục Huấn luyện Học viện Quân sự cấp cao, nguyên Phó Tư lệnh kiêm Tham mưu trưởng Bộ Tư lệnh Đoàn 559, nguyên Tham mưu trưởng Bộ Tư lệnh Hải quân, Quân khu Đông Bắc.

## Thân thế
Dũng Mã, tên khai sinh là Nguyễn Xáng, sinh năm 1923 tại xã Điện Tiến, huyện Điện Bàn, tỉnh Quảng Nam. Ông tham gia cách mạng từ tháng 4 năm 1945, ông nhập ngũ tháng 3 năm 1946 và được kết nạp vào Đảng Cộng sản Việt Nam ngày 20 tháng 3 năm 1947. Ông được thăng hàm Thiếu tướng năm 1984. Ngày 26 tháng 6 năm 2002, ông qua đời tại Thành phố Hồ Chí Minh.

## Sự nghiệp
Trong giai đoạn 1946–1949, ông trưởng thành từ chiến sĩ đến Trưởng phòng Điều chỉnh Văn phòng Bộ Quốc phòng. Từ cuối năm 1949, ông trở thành Tiểu đoàn trưởng Tiểu đoàn 11 Sư đoàn 308. Từ tháng 4 đến tháng 12 năm 1951, ông là Trung đoàn phó kiêm Tham mưu trưởng Trung đoàn 165, Sư đoàn 312. Từ năm 1952 đến năm 1953, ông là cán bộ tác chiến của Bộ Tổng tham mưu.
Năm 1954, ông là Phái viên Tác chiến của bộ Tổng tham mưu tại Sư đoàn 312 tham gia Chiến dịch Điện Biên Phủ. Từ năm 1954 đến năm 1961, ông về Sư đoàn 320, giữ chức Tham mưu trưởng Trung đoàn, Trung đoàn phó thuộc Sư đoàn 320
Đến tháng 9 năm 1963, ông là Tham mưu trưởng Sư đoàn 320. Từ tháng 10 năm 1963 đến tháng 5 năm 1967, ông là Tham mưu trưởng Quân khu Đông Bắc. Từ tháng 6 năm 1967 đến tháng 5 năm 1970, ông là Tham mưu trưởng Bộ tư lệnh Hải quân. Từ tháng 6 năm 1970 đến tháng 8 năm 1972, ông là Phó Tư lệnh kiêm Tham mưu trưởng Bộ Tư lệnh Đoàn 959 quân tình nguyện Việt Nam tại Lào. Từ tháng 9 năm 1972 đến tháng 3 năm 1975, ông là Phó Tư lệnh kiêm Tham mưu trưởng Mặt trận 31 (Mặt trận Cánh Đồng Chum).
Dũng Mã trở thành Cục phó Cục Kế hoạch Kinh tế Quân sự Bộ Tổng Tham mưu từ tháng 4 năm 1975 đến tháng 9 năm 1977. Ông là Trưởng khoa Lịch sử Quân sự, Cục trưởng Cục Huấn luyện, Học viện Quân sự Cấp cao từ tháng 10 năm 1977 cho đến khi nghỉ hưu vào tháng 7 năm 1989.

## Khen thưởng
- Huân chương Quân công hạng Nhất .
- Huân chương Chiến công  hạng Nhất, Nhì, Ba.
- Huân chương Chiến thắng hạng Nhì .
- Huân chương Kháng chiến  chống Mỹ hạng Nhất.
- Huân chương Chiến sĩ vẻ vang  hạng Nhất, Nhì, Ba.
- Huy hiệu 50 năm tuổi Đảng.

Dũng Mã được Nhà nước Lào tặng thưởng Huân chương Tự do hạng nhất, Huy chương Anh dũng chống Mỹ.